# Abingdon Town F.C.
Abingdon Town là một câu lạc bộ bóng đá có trụ sở tại Abingdon, Oxfordshire, Anh. Trực thuộc Hiệp hội bóng đá Berks & Bucks, câu lạc bộ hiện đang chơi tại Hellenic Football League và có sân nhà ở Culham Road.

## Danh hiệu
- Isthmian League
  - Nhà vô địch Division Two Mùa giải 1990–91
- Hellenic League
  - Nhà vô địch Premier Division các mùa giải 1956–57, 1958–59, 1959–60, 1986–87
  - Nhà vô địch Division One mùa giải 1975–76
- Spartan League
  - Nhà vô địch Premier Division mùa giải 1988–89
- Reading & District League
  - Nhà vô địch mùa giải 1947–48
- North Berks League
  - Nhà vô địch các mùa giải 1919–20, 1922–23
- Oxford & District League
  - Nhà vô địch các mùa giải 1899–00, 1900–01
- Berks & Bucks Senior Cup
  - Nhà vô địch mùa giải 1958–59

## Thành tích
- Thành tích tốt nhất tại FA Cup: Vòng loại thứ tư các mùa giải 1960–61, 1989–90, 1992–93[2]
- Thành tích tốt nhất tại FA Trophy: Vòng loại đầu tiên mùa giải 1992–93[2]
- Thành tích tốt nhất tại FA Vase: Vòng loại đầu tiên các mùa giải 1975–76, 1985–86, 1989–90[2]
- Số lượng khán giả đông nhất: 4,000 với đối thủ Swindon Town vào năm 1950, trận đấu có Maurice Owen[1]